# لایتل کریک، کالیفرنیا
لایتل کریک (به انگلیسی: Lytle Creek) یک منطقهٔ مسکونی در ایالات متحده آمریکا است که در شهرستان سن برناردینو، کالیفرنیا واقع شده‌است. لایتل کریک ۱۵٫۵۸۶ کیلومتر مربع مساحت و ۷۰۱ نفر جمعیت دارد و ۱٬۰۴۲٫۱۲ متر بالاتر از سطح دریا واقع شده‌است.